# يسرى سعيد ثابت
يسرى سعيد ثابت (1937-2020)، هي مناضلة سياسية عراقية، تحمل النزعة القومية العربية، والدها سعيد ثابت، ووالدتها نبيهة مريود، وشقيقها إياد سعيد ثابت. وتوفيت أواخر عام 2020.

## حياتها
ولدت يسرى في بغداد عام 1937، لأب عراقي هو (سعيد ثابت)، وأم سورية هي (نبيهة مريود)، والتي قَدِمت من سوريا إلى العراق إثر طردها مع عائلتها من قبل الاحتلال الفرنسي، انتقلت يسرى إلى مدينة الموصل، درست فيها المرحلة الابتدائية، ثم انتقلت إلى بغداد لتكمل دراستها الجامعية في كلية الآداب في جامعة بغداد، وخلال فترة دراستها في أواسط عقد الخمسينيات من القرن العشرين كان الجو الشعبي معبأً ضد نوري سعيد وسياسته غير المنسجمة مع تطلعات الشباب للقضايا العربية، فشاركت في الانتفاضة الشعبية ضد العدوان الثلاثي على مصر عام 1956، رغم العنف المفرط الذي قابل فيه نوري سعيد الطلبة، وكانت مع زوجها في أوائل صفوف المتظاهرين، وهي أصغر أخواتها، ولدت بعد شقيقها إياد سعيد ثابت مباشرةّ، وشاءت الأقدار أن تكون سيرتها الوطنية مُلازمة لسيرة شقيقها إياد في معظم مراحلها.
لقد اختارت يسرى سعيد ثابت الخط القومي الذي كان في ذلك الوقت يمثل توجه أغلب الشباب العربي ضد تجزئة الأمة العربية وضد علاقات الأنظمة الدكتاتورية بالدول الاستعمارية، وفي جامعة بغداد تعرَّفت (يسرى سعيد ثابت) برفيق دربها، ثم شريك حياتها، والذي يحمل الجنسية السورية (عبد الحميد مرعي الحسين) والمعروف باسم (حميد مرعي)، الذي قدِم إلى بغداد عام 1956، والتحق بكلية الآداب الذي كان طالباً في الكلية ذاتها، لقد وجدت في خطيبها، توجهات عروبية مماثلة لتوجهات عائلتها، فتوطدت علاقتها به، وعقد قرانهما في المحكمة في بغداد، ثم الزواج الرسمي لاحقا في بغداد.

## الحراك السياسي
على لسان إبنتها، أنها لم تكن تدخل أو تخرج في مظاهرات بداية حياتها، بل كانت تطمح لدخول الجامعة نظراً لقلة من كن يدرسن في الجامعات من الفتيات آنذاك، وبعد التحاقها بالجامعة قررت أن تشارك في النشاط السياسي من أجل بلدها وقضاياها، وتم اعتقالها ضمن الخلية التي خططت لاغتيال عبد الكريم قاسم مع شقيقها (إياد)، وآخرين منهم (صدام حسين)، لكن المحاولة التي لم تنجح إذ أصيب عبد الكريم قاسم في يده، ولكنه لم يمت، وتم إلقاء القبض عليها وعرضها مع باقي المجموعة على محكمة المهداوي.

## الوفاة
توفيت في أواخر عام 2020، وتحديداً في 30 ديسمبر 2020 جراء إصابتها بنزيف داخلي نتيجة خطأ طبي اجري لها في الجزائر.